# 시민국민주의
시민국민주의(市民國民主義, civic nationalism) 또는 자유국민주의(自由國民主義, liberal nationalism)는 내셔널리즘과 사회계약론적 자유주의 그리고 합리론의 혼합된 형태이다. 다른 말로는 국가국민주의(國家民族主義, 영어: State nationalism)라고도 표현된다. 이탈리아의 통일 과정에서 이질적인 민족 또는 인종을 받아들이고 교황의 권위를 해체하고 공화정을 시작하면서 처음 나타난 국민주의이다. 자유, 관용, 평등, 개인의 권리를 기반으로 하는 민주주의를 원칙으로 한 자유주의적 국민주의이며 자유국민주의는 외노자 및 타국인들의 이민을 혐오하고, 국민주의적인 기치 아래 개인의 권리가 무시되는 고전적이고 보수적인 국민주의와 구별하기 위해 정치 철학자들이 주로 사용하는 단어이다. 주요 이론가는 어니스트 리난(영어: Ernest Renan), 존 스튜어트 밀(영어: John Stuart Mill)이 있다. 자유국민주의 운동은 강압적 국민주의(제국주의)에 의한 반발심으로 나온 민족분리주의를 유화시키고, 타 인종과의 자동적 통합을 위해서 나온 국민주의 사상이기도 하기 때문에 민족분리주의자들은 자유국민주의에 대한 경계심이 있다. 때문에 오늘날 자유국민주의는 민족분리주의 운동에 대비되는 정치 운동이다.

## 개요
여타 국민주의의 보수적인 가치가 사라졌지만, 국가의 정체성을 확보하고 정치, 사회, 문화, 경제적으로 독립 및 국위선양을 함으로써 국가의 가치를 보호하겠다는 애국주의적인 목표 또는 의지는 국민주의의 특징인 자율적인 삶을 살기 위해 행해진다는 기치 아래에 변함이 없다. 또한, 자유국민주의는 각 개인이 민주주의의 정치구조가 제대로 작동하기 위해서는 시민의 적극적인 민주적 참정이 필요하다고 요구한다. 이러한 원리는 종종 장자크 루소가 1762년에 저작한 《사회 계약론》에서도 볼 수 있다.
자유국민주의의 표출은 이탈리아의 통일 과정에서도 형식적으로 일어난 바 있으며, 미국과 프랑스에서도 일어났다. 그 대표적인 예로는 1776년에 선언된 미국의 독립 선언이며 또 다른 예로는 1789년에 일어난 프랑스 혁명도 예로 들 수 있다. 미국의 독립은 영국의 강압적인 중상주의와 권위주의 구조를 무너트리는 한편, 국민주의적인 독립 국가를 형성하였고, 그와 마찬가지로 프랑스는 프랑스 혁명으로 왕정이 전복되고 나서도 기존의 국민주의를 유지했는데 이러한 사항에서 자유국민주의자들의 심리가 잘 나타나 있다. 즉, 자유국민주의는 자유주의와 민주주의를 확실시하고 그것을 굳게 지키면서도 국민주의적인 가치를 보존할 수 있다는 것이다.
자유국민주의와 대조되는 것은 인종국민주의나 민족주의(ethnic nationalism)이다.

## 같이 보기
- 국민보수주의
- 좌익 내셔널리즘
- 시민사회

## 관련 서적
- Duncan Tanner 2006년 저, 《Debating nationhood and governance in Britain, 1885-1945》
- Micheal O'Neill 2004년 저, 《Devolution And British Politics》
- Rogers Brubaker 2004년 저, 《Ethnicity Without Groups》
- Hugh Kearney 저, 《The British Isles: A History of Four Nations》
- Kevin Bean 2007년 저, 《The New Politics of Sinn Féin》
- Mitchell Snay 2007년 저, 《Fenians, Freedmen, and Southern Whites: Race and Nationality in the Era of Reconstruction》